# Glomerulaire filtratiesnelheid
De glomerulaire filtratiesnelheid (ook Engels: glomerular filtration rate, GFR) is het totale volume van voorurine dat in een gedefinieerde tijdseenheid gefilterd wordt door alle glomeruli van beide nieren. Bij mensen met een normale bloeddruk is dat ongeveer 0,12 liter per minuut oftewel ca. 170 liter per dag. Fysiologisch daalt de GFR met de leeftijd, pathologisch bij verschillende nierziektes.
De GFR is de belangrijkste factor voor het inschatten van de nierfunctie. In het ziekenhuis wordt de GFR bepaald door de benaderende bepaling van de kreatinineklaring (zie ook klaring (medisch)).
De klaringswaarde kan worden bepaald door:
- meten van de GFR via het bloed en urine.
- berekenen of schatten van de eGFR (estimated GFR) via het bloed.

## Meten van de GFR
Klaring betekent hier de snelheid waarmee de nieren een bepaalde stof per tijdseenheid uit het bloed verwijderen. Ter bepaling van de GFR wordt een substantie als indicator genomen die in het tubulussysteem van de nier niet gesecerneerd of teruggeresorbeerd wordt. Normaliter is het lichaamseigen kreatinine hiervoor geschikt dat in een relatief constante concentratie in het plasma aanwezig is. Nadelen van deze indicator zijn het feit dat zijn concentratie afhankelijk is van de hoeveelheid spiermassa en dat hij in geringe, maar verwaarloosbare mate tubulair gesecerneerd wordt.
Ter bepaling van de glomerulaire filtratiesnelheid wordt urine verzameld gedurende een gedefinieerde periode (in het ziekenhuis: t = 24 uur). Het volume (V) evenals de kreatinineconcentratie van de verzamelde urine worden bepaald. Bovendien wordt de plasmaconcentratie van het kreatinine bepaald uit een bloedproef van de patiënt. De plasmaconcentratie van het kreatinine is gelijk aan de concentratie in het glomerulair filtraat (primaire urine) {\displaystyle c_{krea,plasma}=c_{krea,glom.filtraat}}.
De berekening baseert zich op de overweging dat de in de glomerulus gefiltreerde hoeveelheid kreatinine gedurende een bepaalde tijd (t) gelijk is aan de hoeveelheid kreatinine, die gedurende deze tijd in de urine wordt uitgescheiden. Dit is slechts het geval indien, zoals boven beschreven, de indicator niet tubulair gesecerneerd of geresorbeerd wordt:
{\displaystyle {\frac {n_{krea,glom.Filtraat}}{t}}={\frac {n_{krea,urine}}{t}}}
Omdat de hoeveelheid (n) niet direct bepaald maar toch berekend kan worden door de in een klinische setting bepaalbare waarden ({\displaystyle n=c*V}) (zie boven), verandert de formule als volgt:
{\displaystyle {\frac {c_{krea,plasma}*V_{glom.filtraat}}{t}}={\frac {c_{krea,urine}*V_{urine}}{t}}}
Deze formule wordt nu eenvoudig gewijzigd om zo de glomerulaire filtratiesnelheid te berekenen.
{\displaystyle GFR={\frac {V_{glom.filtraat}}{t}}={\frac {c_{krea,urine}*V_{urine}}{t*c_{krea,plasma}}}}
Soms wordt ook nog het lichaamsoppervlak als corrigerende factor erbij betrokken en resultaat wordt dan nog nauwkeuriger.

## Berekenen van de eGFR
De kreatinineklaring en dus de benaderende bepaling van de GFR kan ook worden geschat met behulp van de plasmaconcentratie van het kreatinine, practicabel in de klinische setting gezien een bloedafname voldoende en het verzamelen van urine gedurende 24 uur niet meer nodig is. Deze manier van berekening is echter een schatting met de beneden genoemde formules en zodanig meer geschikt voor de screenende diagnostiek van nierziektes in de eerste lijnsgezondheidszorg.
Een veelgebruikte berekeningsformule is de zogenaamde MDRD ("modification of diet in renal disease")-formule op basis van bloedkreatinine, geslacht, leeftijd en ras.
Daarnaast wordt ook de formule van Cockcroft-Gault gebruikt. Beide formules staan hier onder vermeld.
a) MDRD-formule, 4-punts (in exponentiële en in logaritmische schrijfwijze)
Met serumkreatinine in μmol/l:
{\displaystyle eGFR(ml/min/1,73m^{2})=32788\times (S_{Cr})^{-1,154}\times (leeftijd)^{-0,203}\times (0,742{\text{ indien vrouwelijk}})\times (1,210{\text{ indien zwarte huidkleur}})}
- eGFR: estimated Glomerular Filtration Rate, geschatte glomerulaire filtratiesnelheid
- {\displaystyle S_{Cr}}: serumkreatinine in μmol/l
- leeftijd: leeftijd in jaren

Met serumkreatinine in mg/dl:
{\displaystyle eGFR(ml/min/1,73m^{2})=186\times (S_{Cr})^{-1,154}\times (leeftijd)^{-0,203}\times (0,742{\text{ indien vrouwelijk}})\times (1,210{\text{ indien zwarte huidkleur}})}
{\displaystyle =exp(5,228-1,154\times lnS_{Cr})-0,203\times ln(leeftijd)-(0,299{\text{ indien vrouwelijk}})+(0,192{\text{ indien zwarte huidkleur}}))}
- eGFR: estimated Glomerular Filtration Rate, geschatte glomerulaire filtratiesnelheid
- {\displaystyle S_{Cr}}: serumkreatinine in mg/dl
- leeftijd: leeftijd in jaren

Beperkingen:
Deze formule is niet geschikt voor schattingen van GFR bij kinderen en wordt tevens beïnvloed door secretie veranderingen door medicatie of dieet.
Tevens is de MDRD formule onvoldoende gevalideerd bij personen met sterk afwijkende spiermassa of onverwachte afwijkingen in de serumalbumine- of ureumconcentraties.
b) Formule van Cockcroft-Gault
Met serumkreatinine in μmol/l:
{\displaystyle C_{Cr}={\frac {(140-leeftijd)\times gewicht}{S_{Cr}}}\times {\text{constante}}}
- {\displaystyle C_{Cr}}: kreatinineklaring
- {\displaystyle S_{Cr}}: serumkreatinine in μmol/l
- constante: 1,04 indien vrouwelijk, 1,23 indien mannelijk
- leeftijd: leeftijd in jaren

Met serumkreatinine in mg/dl:
{\displaystyle C_{Cr}={\frac {(140-leeftijd)\times gewicht}{72\times S_{Cr}}}\times (0,85{\text{ indien vrouwelijk}})}
- {\displaystyle C_{Cr}}: kreatinineklaring
- {\displaystyle S_{Cr}}: serumkreatinine in mg/dl
- leeftijd: leeftijd in jaren

Beperkingen:
Deze formule gaat uit van een normale lichaamsbouw en zou dan ook niet moeten worden toegepast bij overgewicht.
De Cockcroft-Gault formule is ontwikkeld voor de schatting van de kreatinineklaring en niet voor de schatting van de GFR (bij een slechter wordende nierfunctie wordt de waarde onbetrouwbaarder als maat voor de GFR).
Overeenkomstig de aanbeveling van de Kidney Disease Outcomes Quality Initiative worden de stadia van nierinsufficiëntie ingedeeld als volgt:
| Stadium | Klaring in ml/min | Betekenis                      |
| ------- | ----------------- | ------------------------------ |
| I       | > 90              | normale of verhoogde GFR       |
| II      | 60-89             | laaggradig functieverlies      |
| III     | 30-59             | middelgradig functieverlies    |
| IV      | 15-29             | t zwaar functieverlies         |
| V       | < 15              | eindstadium nierinsufficiëntie |